# Colophane
Pour les articles homonymes, voir Rosin.
La colophane est le résidu solide obtenu après distillation de la térébenthine, oléorésine (appelée aussi gemme), substance récoltée à partir des arbres résineux et en particulier les pins (le genre Pinus) par une opération que l'on appelle le gemmage.

## Étymologie
Le nom vient de Kolophôn, une cité grecque antique de l’Asie mineure où l’on produisait cette substance. Dans les Landes de Gascogne, où elle était produite en quantité, la colophane porte le nom gascon d'arcanson, qui vient du nom de la ville d’Arcachon ; elle portait aussi le nom de brai sec.

## Présentation
La colophane est solide et cassante à température ambiante. Sa couleur va du jaune très clair au quasi noir en fonction essentiellement de la conduite de la distillation. Sa couleur, ou grade, est définie par une échelle de lettre allant de D pour le plus foncé à X pour le plus clair. La colophane ne fond pas mais ramollit à la chaleur, son point de ramollissement varie de 90 à 110 °C.
Cette résine a les propriétés de coller et d'imperméabiliser. Elle fait partie des liants utilisés dans certaines peintures, entre autres dans les antifoulings.

## Composition
La colophane est composée à 90 % d’un mélange d’acides organiques de la famille des diterpènes appelés acides résiniques, qui répondent à la formule brute C20H30O2. Ces acides résiniques sont des isomères. La proportion des différents acides résiniques dans la colophane est variable suivant l’espèce de pin à partir de laquelle la colophane a été obtenue. Certains acides ne sont présents que chez certaines espèces (et leur sont donc caractéristiques).

## Toxicologie et écotoxicologie
La colophane (ou « rosine ») a de nombreux usages. On la trouve notamment dans les peintures antifouling où elle se substitue au tributylétain interdit.
C'est un irritant et un allergisant pour la peau et les voies respiratoires, sous forme pure ou par ses produits de dégradation, sans que les mécanismes d’action soient encore bien compris. La fumée produite durant la soudure serait une cause d'asthme. Les symptômes incluent également une desquamation de l'épithélium bronchique.

## Production
La colophane est principalement obtenue à partir de la distillation de la gemme de pin mais elle peut aussi être récupérée comme sous-produit de la fabrication du papier en tant que colophane de tall oil du procédé Kraft. Autre mode d’obtention, exclusif des États-Unis, l'extraction aux solvants de souches de pins.
La production de colophane de gemme est dominée dans le monde par la Chine qui exploite entre autres le Pinus massoniana et le Pinus kesyia.

## Utilisations à l'état brut

### Musique
La colophane est utilisée pour les instruments à cordes frottées. On la frotte sur la mèche des archets pour permettre la mise en vibration de la corde, car sans colophane les crins glissent sans frottements sur la corde presque sans en tirer un son. Elle est aussi utilisée sur les archets des scies musicales afin de mieux frotter sur la lame.

« Cette résine de pin, autrefois produite à Colophon, en Asie Mineure, est indispensable au travail des crins : c'est elle qui leur confère l'aspérité dont ils ont besoin pour frotter les cordes du violon. Si la mèche de l'archet était enduite de savon, elle ne produirait aucun son. Ce sont les grattements de ces milliers de rugosités qui tirent la corde et la laissent repartir.  Tout cela est bien évidemment invisible à l'œil nu, mais dans cette combinaison des crins et de la colophane, tout se passe comme si des milliers de petits doigts onglés exécutaient une sorte de pizzicato continu. Ainsi naît la vibration. De cette mécanique microscopique éclot la voix du violon. »

— Yehudi Menuhin, La légende du violon
Elle est aussi utilisée dans la fabrication des accordéons, mélangée à de la cire, pour fixer les cadres d'anches aux sommiers.

### Sport
La colophane est distincte de la magnésie (carbonate de magnésium), utilisée par les sportifs au contraire comme anti-adhérent, sans perdurabilité, et pour absorber la sueur.
Handball : la colophane est très utilisée par les handballeurs qui s'en mettent sur les doigts afin de mieux tenir le ballon.
Pala : très utilisée également par les joueurs de pala, jeu de raquette pleine pratiqué au Pays basque, qui enduisent le manche pour une meilleure assise.
Rugby : les joueurs s'en enduisent parfois les mains lorsque la partie est jouée par temps humide.
Escalade de bloc : la colophane en poudre est enveloppée dans un petit sac de toile poreuse ; l'ensemble est nommé « pof », dont le grimpeur enduit ses doigts et les prises pour en améliorer l'adhérence. Au contraire de la colophane, la magnésie marque durablement le rocher et aurait un effet délétère sur la végétation épilithe.

### Danse
Les danseurs classiques en enduisent leurs chaussons sous forme de poudre contenue dans un bac afin d'améliorer l'accroche au sol.

### Papeterie
L'utilisation de la colophane se généralise à partir des années 1820, en substitution à l'encollage à la gélatine, plus coûteux et plus compliqué.
L'effet de collage est obtenu en mélangeant du sulfate d'aluminium à l'émulsion qui résulte du mélange de la colophane et de la soude.
Cette technique, bien qu'efficace, est cependant très destructrice pour les documents à long terme. Le sulfate d'aluminium est extrêmement acide et attaque les documents, accélérant ainsi leur dégradation.

### Gravure
Cette résine en poudre est utilisée pour les techniques de gravure à l'eau-forte, en particulier pour l'aquatinte et la gravure en lavis.
La résine est appliquée sur la plaque de métal en fine couche uniforme. Après chauffage, elle se fixe sur la plaque créant une maille inoxydable plus ou moins fine selon la finesse des grains.
L'acide nitrique ou le perchlorure de fer ronge l'espace entre les grains et laisse une trame.

### Brasage tendre
La colophane peut être utilisée comme flux en brasage tendre.
Les flux servent à réduire la tension superficielle de la brasure fondue et lui permettent de couler plus facilement pour recouvrir plus rapidement et efficacement les surfaces des parties à braser.
Des couches d'oxydes se formant en permanence sur les surfaces quand on les chauffe, le flux a pour but de les dissoudre et les éliminer. Pour en faciliter l'emploi, on fabrique des fils de brasure tendre creux qui contiennent directement un ou plusieurs cœurs (âmes) de flux.

## Utilisations diverses après transformation
Les principaux débouchés de la colophane sont basés sur des formes chimiquement modifiées de cette dernière. En effet la structure chimique des acides résiniques permet de produire des savons, des résinates, des esters de colophane ainsi que des formes hydrogénées, deshydrogénées et polymérisées. Ces diverses colophanes modifiées ont des applications dans de nombreux domaines industriels où l’on recherche des propriétés de collant et d’hydrophobicité tels que les vernis, les peintures, les adhésifs, les encres, les colles de papeterie (cire à cacheter), les cosmétiques (cire à épiler), les chewing-gums, mais aussi des propriétés de décapage comme pour les flux de soudure.
En peinture la résine de térébenthine est un médium à peindre.